# Бюэй-Ракан, Луи де
Луи де Бюэй (Бёй) (фр. Louis de Bueil (Beuil); 1544 — 1597), сеньор де Ракан — французский генерал.

## Биография
Четвертый сын Жана де Бюэя, сеньора де Фонтена, штатного дворянина Палаты короля, и Франсуазы де Монтеле-Фромантьер.
Государственный советник, капитан пятидесяти тяжеловооруженных всадников, губернатор Круази.
12 января 1574 произвел раздел владений со старшим братом Онора де Бюэем, сеньором де Фонтеном. 
1 марта 1590 получил жалование как кампмаршал в Нормандской армии герцога де Монпансье, в том году сражался в битве при Иври и участвовал в подчинении Авранша и осаде Парижа, затем принимал участие в осадах Руана (1591—1592) и Нуайона (1594), бою при Фонтен-Франсез (1595) и осаде Ла-Фера (1596).
5 января 1597 был пожалован в рыцари орденов короля. В том же году при осаде Амьена исполнял обязанности великого магистра артиллерии после смерти Франсуа де Сен-Люка. Далее, по словам секретаря Пинара, о нем ничего не известно; полагают, что он также умер в ходе этой осады.
Пуллен де Сен-Фуа считает, что об этом сеньоре сказать почти нечего, кроме упоминания в связи с его сыном, поэтом и членом Академии, племянницей, женой герцога де Бельгарда, и тем случаем, когда он с отрядом примерно из двухсот человек отразил испанский десант у Круази, заставив неприятеля, потерявшего четыре сотни бойцов, эвакуироваться обратно на корабли.

## Семья
Жена (контракт 15.02.1588): Маргерит де Вандомуа, дочь Франсуа де Вандомуа, наместника губернаторства Ле-Мана, и Франсуазы де Ламот, дамы де Ла-Мот и де Карно, вдова Матюрена де Вандомуа
Сын:
- Онора (1589—1670), сеньор де Ракан и де Нёви. Жена (контракт 29.01.1628): Мадлен де Буа, дочь Пьера де Буа, сеньора де Фонтена и дю Плесси в Турени, и Франсуазы Оливье